# Lusophonia

Portugeestalige landen

Lusophonia (ook: lusofonie) is de officiële naam voor het Portugeestalige Gemenebest.

## Herkomst en betekenis
De term is afgeleid van Lusus, de mythische aartsvader van de Lusitaniërs, de Romeinse naam voor het Portugese volk. Met meer dan 200 miljoen sprekers is het Portugees een van de belangrijkste wereldtalen. Behalve in Portugal is Portugees de officiële taal of een van de officiële talen van Brazilië, Angola, Mozambique, Guinee-Bissau, Kaapverdië, Sao Tomé en Principe, Volksrepubliek China (Macau) en Oost-Timor.

## CPLP
Al deze landen zijn verenigd in de Comunidade dos Países da Língua Portuguesa (CPLP), de Gemeenschap van Portugeestalige landen, waarvan de hoofdzetel zich in Lissabon bevindt. Hoofddoel van de CPLP is het behoud van de Portugese taal en het stimuleren van democratische en economische ontwikkeling van de aangesloten landen door onderlinge samenwerking. De huidige voorzitter van de CPLP is de Kaapverdische diplomaat Luís de Matos Monteiro da Fonseca.

## Lusophone Spelen
In 2006 organiseerde de CPLP voor het eerst de Lusophone Spelen, en wel in Macau, het voormalige Portugese protectoraat in China.

## Opmerking
Sommige taalkundigen beweren dat het Galicisch, dat in Galicië wordt gesproken, eigenlijk slechts een dialect van het Portugees is; wat natuurlijk ook het noordwesten van Spanje tot een deel van de Lusofone wereld zou maken.